# Titanfall
Titanfall és un videojoc d'acció en primera persona desenvolupat per Respawn Entertainment i distribuït per Electronic Arts per a Microsoft Windows, PS4, Xbox 360 i Xbox One. És el primer videojoc de Respawn Entertainment, i va ser publicat l'11 de març de 2014 a Amèrica del Nord i el 13 de març de 2014 a Europa.

## Característiques
Els jugadors podran avançar a peu com a pilots free-running o poden estar dins d'un àgil vehicle mecànic anomenat Titan per completar els objectius de l'equip. El videojoc és únicament multijugador, però hi ha característiques d'un jugador com els mapes, la comunicació amb altres personatges i la inclusió de personatges no jugables en les batalles.

## Desenvolupament
Després del llançament del Call of Duty: Modern Warfare 2, Activision va acomiadar al març de 2010 als co-fundadors de Infinity Ward Jason West i Vince Zampella per incompliment de contracte i insubordinació. Les seves sortides van donar lloc a una sèrie de demandes i a un èxode del personal. Aquest mateix any, Jason West i Vince Zampella van fundar una companyia desenvolupadora de videojocs, anomenada Respawn Entertainment, amb alguns treballadors de Infinity Ward. En l'I3 de 2011, el president de les oficines d'EA Games, Frank Gibeau, va revelar que el primer videojoc de Respawn Entertainment es tractava d'un videojoc de ciència-ficció en primera persona i que anava a ser distribuït per EA Games. Dos projectes van permetre a l'empresa tenir un estudi a mitjan 2012 i West es va retirar al març de 2013.
Zampella va anunciar la presència de Respawn Entertainment en l'I3 de 2013 el 25 de febrer de 2013 via Twitter. El seu llançament va ser revelat erròniament al juliol de 2013, a través d'un llançament erroni en l'edició de juliol de 2013 de Game Informer en Google Play, que va revelar el títol del videojoc, la premissa i la data de llançament. Un altre avanç d'informació públic va ser que la companyia va filtrar la marca Titan a l'abril de 2013, i en aquest mateix mes, Kotaku va registrar un vídeo del videojoc i l'exclusivitat de Xbox One. El videojoc va ser anunciat oficialment en la conferència de premsa en l'I3 de Microsoft en 2013 i es va afirmar que serà llançat per Microsoft Windows, Xbox 360 i Xbox One en el segon trimestre de 2014. La versió de Xbox 360 va ser anunciada per Respawn Entertainment en un altre estudi amb el suport de la companyia.
L'equip de desenvolupament va experimentar amb diferents formes de jugar, consolidant abans tres objectius: mobilitat del jugador, supervivència i la fusió de disseny cinematogràfic amb l'acció de ritme ràpid. Van identificar els videojocs d'acció en primera persona contemporanis com restringits a un únic pla de moviment, els punts cardinals i ocultar en un lloc i es van considerar noves característiques per augmentar la mobilitat, com una que fa que el personatge salti a una altura de tres pisos d'alt. Finalment les característiques de la mobilitat incloïen córrer per la paret i un kit de salt per al pilot que permetia donar salts dobles. Addicionalment, el videojoc no va restringir les parts del medi ambient. Sobre la supervivència, Respawn Entertainment va triar omplir l'ambient amb dotzenes de personatges controlats per l'ordinador per donar als jugadors la recompensa d'assassinats consecutius que redueix les morts necessàries. En tercer lloc, els segments de la narració cinematogràfica associats amb les campanyes d'un només jugador, es van fusionar en la manera multijugador com a introduccions i epílegs a les missions.
Respawn Entertainment va decidir fer el videojoc amb el motor Source a causa de la familiaritat dels seus desenvolupadors i la seva capacitat per arribar a 60 fotogrames per segon en les consoles. La companyia va treballar amb el motor durant el desenvolupament de les característiques tals com la il·luminació, la representació, la visibilitat, la connexió d'Internet i les eines de canonades. El videojoc utilitza el núvol de Microsoft per als servidors multijugador, físiques i intel·ligència artificial.

## DLCs

### Expedition
Conté 3 nous mapes: Pantans, Fugida i Jocs de guerra, en nous mons de la Frontera. Després de la batalla de Deméter, les forces expedicionarias d'IMC s'endinsen a la Frontera per recuperar-se de la seva recent derrota. En un món inexplorat, IMC inicia la construcció d'una nova base d'operacions per a la seva flota, proveïda per les seves recentment desenvolupades plantes de recollida i filtrat d'aigua. Quan les operacions de drenatge descobreixen artefactes i ruïnes antigues d'origen desconegut en un pantà proper, Spyglass envia un equip arqueològic per investigar el lloc. Per mantenir-se a punt per a la batalla a la nova base, els pilots d'IMC usen càpsules de simulació per entrenar-se contra incursions milicianes, basant-se en les lliçons apreses en Angel City i la base aèria Serra d'IMC

### Frontier's Edge
Conté tres nous mapes, Excavació, Export i Refugi, ambientats en els confinis de la Frontera. Necessitada de matèries primeres per construir titanes a la seva nova base d'operacions, IMC llança atacs-sonda en els límits de la Frontera contra assentaments petits i poc protegits. Les petites mines aïllades són objectius molt apetibles, pel valuós substrat que es troba en aquestes explotacions. Els enfrontaments s'estenen fins a la propera ciutat portuària de Export, on les tropes milicianes locals intenten repel·lir els atacs d'IMC. A la vora del col·lapse, es retiren cap al Refugi, un complex recreatiu, des d'on envien un senyal de socors. Amb la 1.ª Flota Miliciana a dies de distància, IMC intensifica els atacs, continuant el seu ressorgiment a la Frontera. Continuant el seu ressorgiment a la Frontera.

### IMC Rising
Malgrat els avanços aconseguits en anteriors batalles, IMC ha d'aprofitar qualsevol oportunitat, atès que els reforços dels sistemes centrals trigaran encara anys a arribar. IMC inicia la rehabilitació d'unes antigues instal·lacions secretes per reconstruir la seva malmesa base, i també el complex militar industrial. Com a suport, desplega tropes de seguretat per perseguir a desertors i amotinats, i evitar així que puguin enviar a la Milícia les coordenades de les instal·lacions. Conté tres mapes totalment nous: Rural, Zona 18 i Parany de sorra.

### Season Pass
Al principi la passada de temporada de Titanfall servia per adquirir tres nous packs de contingut a un fantàstic preu conjunt. Tanmateix, en complir-se l'aniversari del joc es va habilitar sense cost, juntament amb el contingut descarregable.

## Recepció
El videojoc va ser revelat en l'I3 de 2013 al reconeixement de la crítica. Va guanyar més de 60 premis de l'I3 incloent el de Millor Joc de l'Esdeveniment, Joc més original, Millor Joc Multijugador, així com altres premis lliurats per IGN, Game Informer i Destructoid. Va guanyar en les sis categories en les quals estava nominat en els premis Game Critics.
El 14 de febrer de 2014 es va obrir per a PC la beta del Titanfall al públic que sol·licités un codi a la web oficial de Origin. La beta ha tingut una gran rebuda per part del públic oferint dos mapes (Angel City i Fracturi), 4 maneres de joc (Attrition, Hard Point, Last Titan Standing i una manera aleatòria entre aquests tres), cinc armes principals, dues secundàries, diversos avantatges i el poder personalitzar els nostres titans.
El 15 de juny de 2015 va ser inclòs dins del programa de subscripció de videojocs d'EA, conegut com a EA Access. Aquest programa de subscripció et permet jugar una selecció de jocs de la distribuïdora EA a canvi del pagament mensual de subscripció. Aquest programa de subscripció solament es pot trobar en la consola Xbox One de Microsoft.

### Premis
A continuació, alguns dels premis guanyats:
- Best of Show "Millor Joc de l'Esdeveniment" I3 - Game Critic
- Best Original Game "Joc més original" I3 - Game Critic
- Best Console Game "Millor Joc de Consola" I3 - Game Critic
- Best PC Game "Millor Joc de PC" I3 - Game Critic
- Best Action Game "Millor Joc d'Acció" I3 - Game Critic
- Best Online Multiplayer Game "Millor Joc Multijugador" I3 - Game Critic

Seqüela
El març de 2015, Respawn el fundador i CEO Vince Zampella van anunciar que Titanfall 2 es trobava en desenvolupament i que seria llançat com un joc de multiplataformes.